# 甘比街

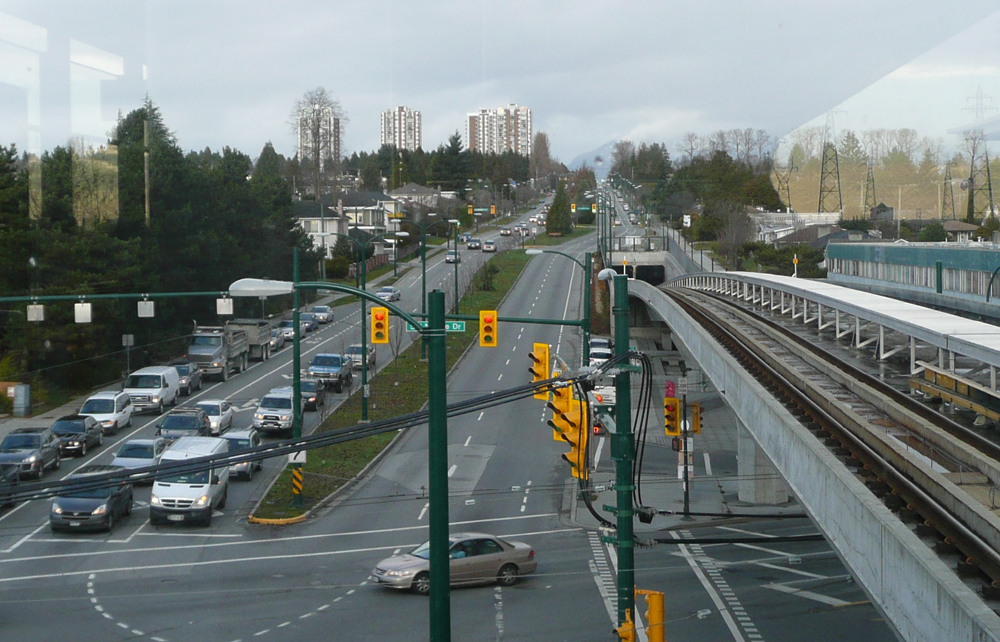
甘比街與西南海旁大道交界處北望（攝於海旁大道架空列車站）

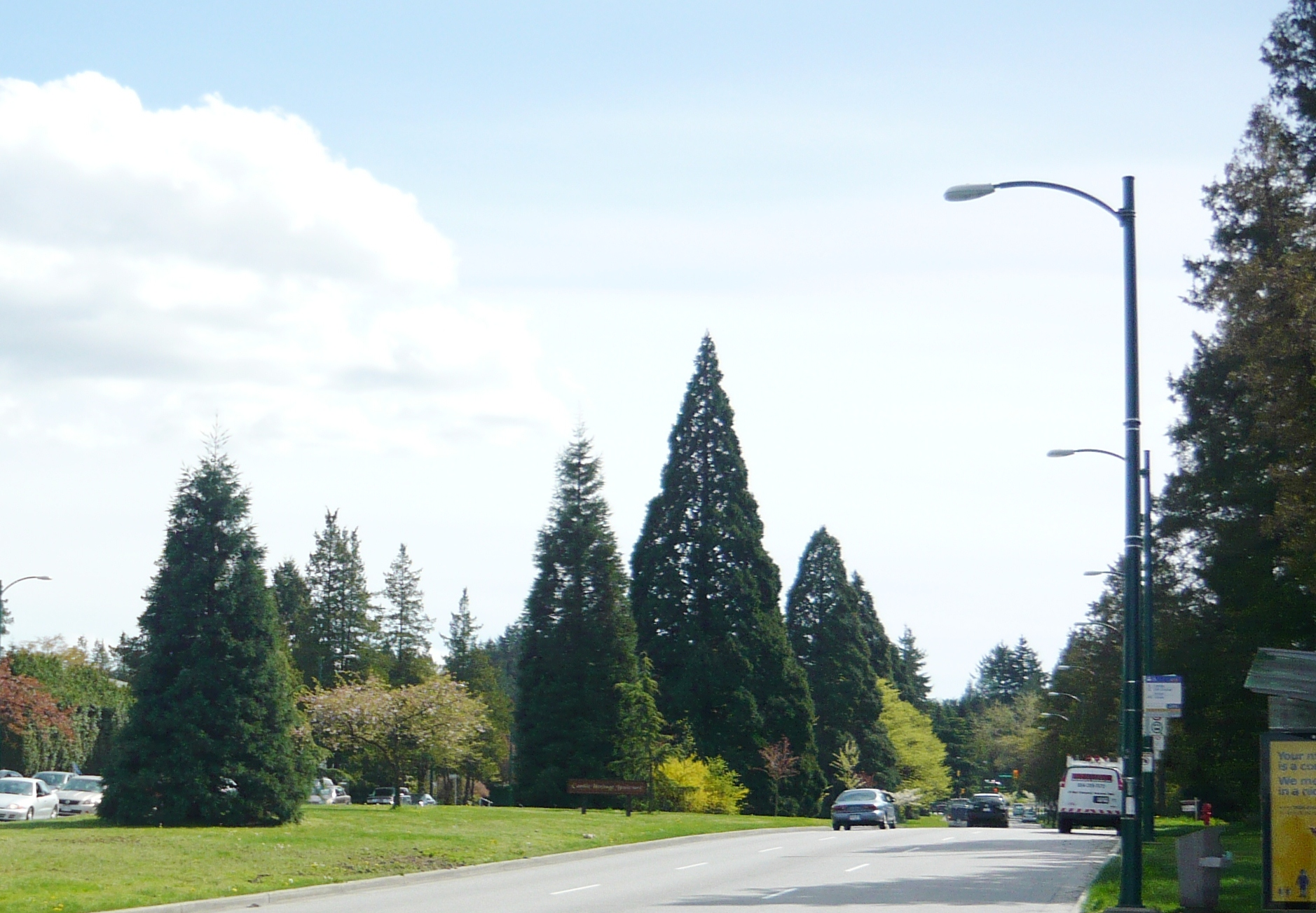
從英皇愛德華西路觀望甘比街的中央分隔帶

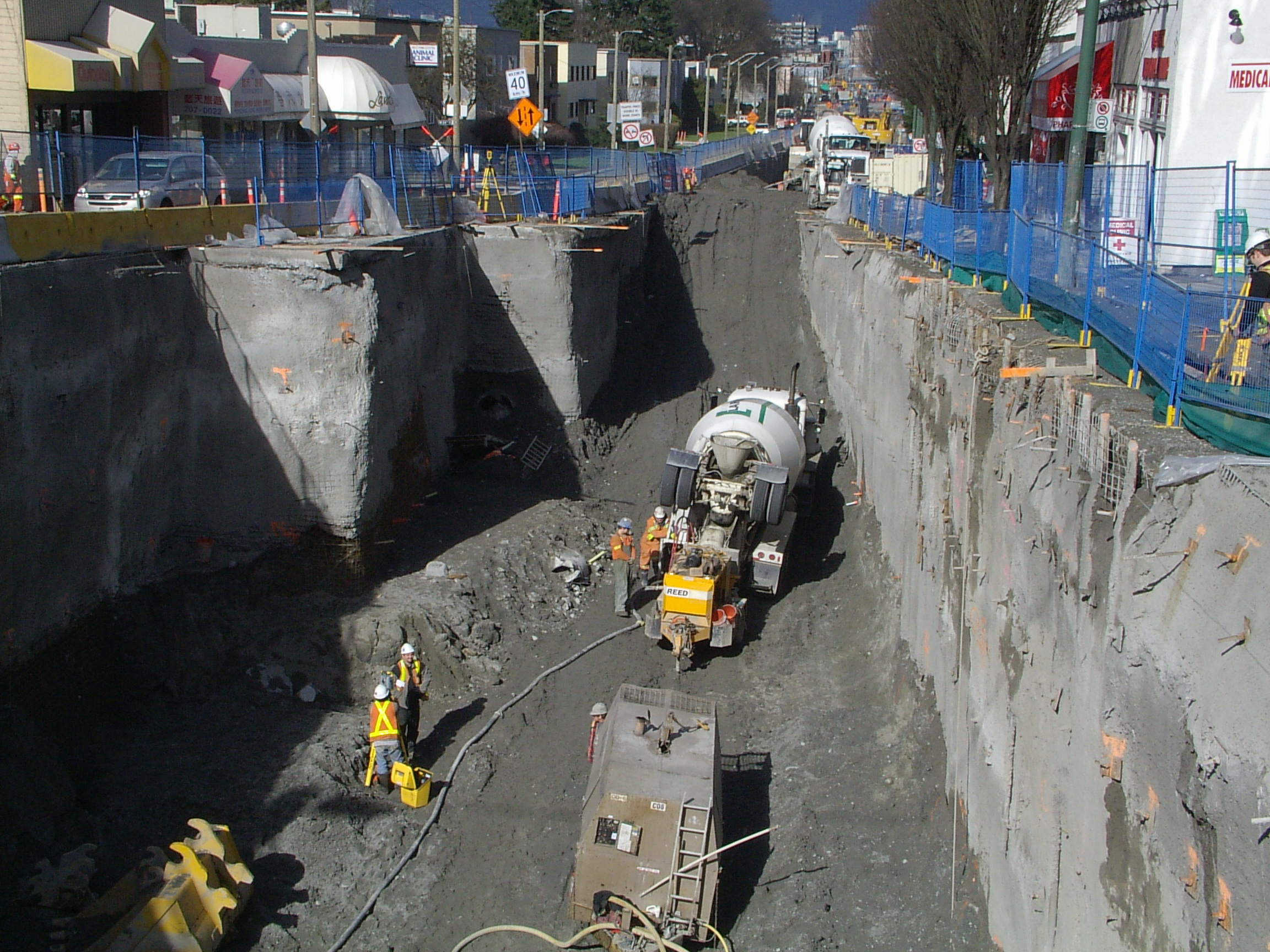
加拿大線的甘比街明挖回填隧道工程（攝於2007年2月）

甘比街是加拿大卑詩省溫哥華一條主要南北向街道。此街以加拿大太平洋鐵路西分部總測量師亨利·約翰·甘比命名；列治文市的甘比道（Cambie Road）也是以它為名，但兩者並不相通。
甘比街被福溪分成兩段。福溪以北的甘比街呈東北－西南走向，並與甘比橋形成直角，兩者因此並不相通。溫哥華市中心的奶路臣街駁上甘比橋的南行線，而大橋的北行線則連接士美街。此段甘比街東北起煤氣鎮的水街，西南至耶魯鎮的太平洋大道。
福溪以南的甘比街則是一條六線行車主幹道，沿途經過溫哥華市政廳、女皇公園、渥列治中心和蘭加拉學院等地標和主要建築，而架空列車加拿大線的部分路段亦於這段甘比街的地底運行。介乎英皇愛德華西路和西南海旁大道的一段甘比街更設有一條10米濶的中央分隔帶；分隔帶上鋪有草坪並種有樹木，其設計受田園城市理論和城市美化運動等城市規劃概念影響，並於1993年獲溫哥華市政府列為景觀遺產（heritage landscape）。

## 歷史
溫哥華於1886年設市後，福溪以北的甘比街已經出現。第一代甘比橋於1891年開通後，甘比街於福溪南岸駁上橋街（Bridge Street）。而隨著第二代甘比橋（正式名稱為干諾橋）於1912年開通，橋街也被更名為甘比街。
福溪南岸的甘比街從2006年至2009年間局部封閉以進行加拿大線的明挖回填隧道工程。工程期間甘比街沿途商戶面臨嚴重損失；一家商戶後來入稟法院向運輸聯線和加拿大線承建商追討賠償，並於2009年獲卑詩最高法院判給60萬元作補償。法院在裁判中指辯方在工程期間所採取的措施不足以減輕對商戶的影響。加拿大線通車後，溫哥華市政府就甘比街走廊的未來發展進行研究和公眾咨詢。

## 外部連結
- 甘比街走廊規劃項目 - 溫哥華市政府官方中文頁面